# ホソバヒイラギナンテン
ホソバヒイラギナンテン（細葉柊南天、学名: Berberis fortunei）は、メギ科メギ属の常緑低木。

## 形態・生態
小葉はヒイラギナンテンよりも細長く、冬にも色づかない。
花は黄色で、秋に咲く（ヒイラギナンテンは冬に咲く）。
果実は、春に黒色に熟す。

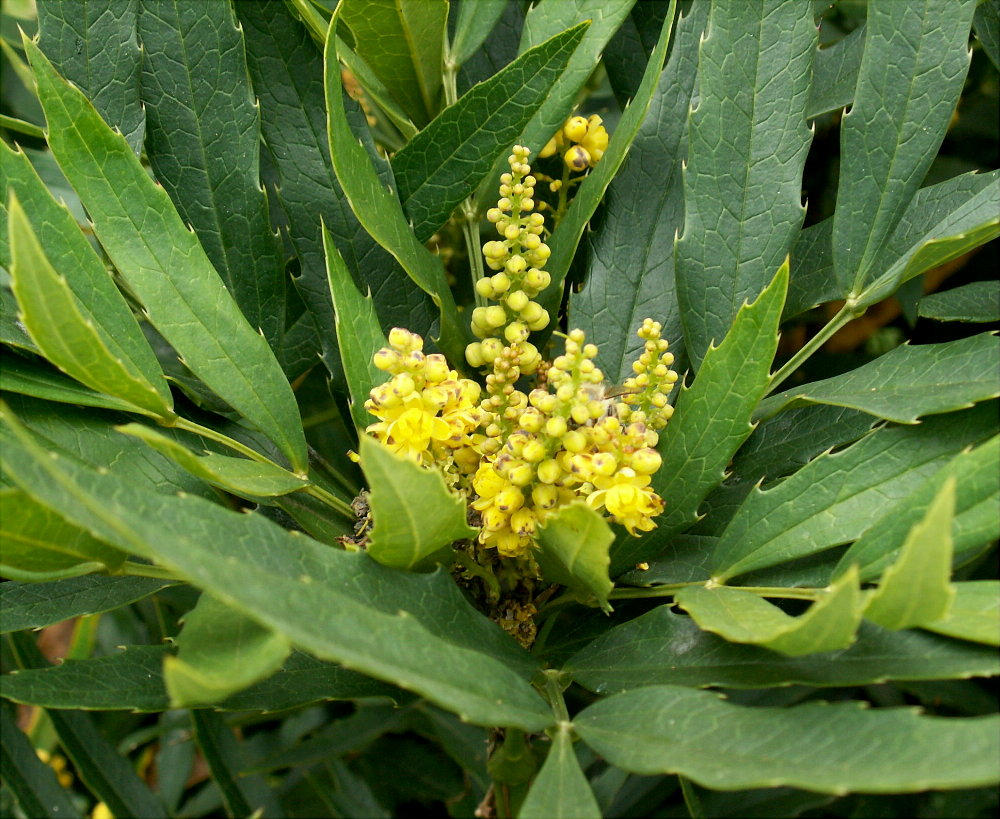
花
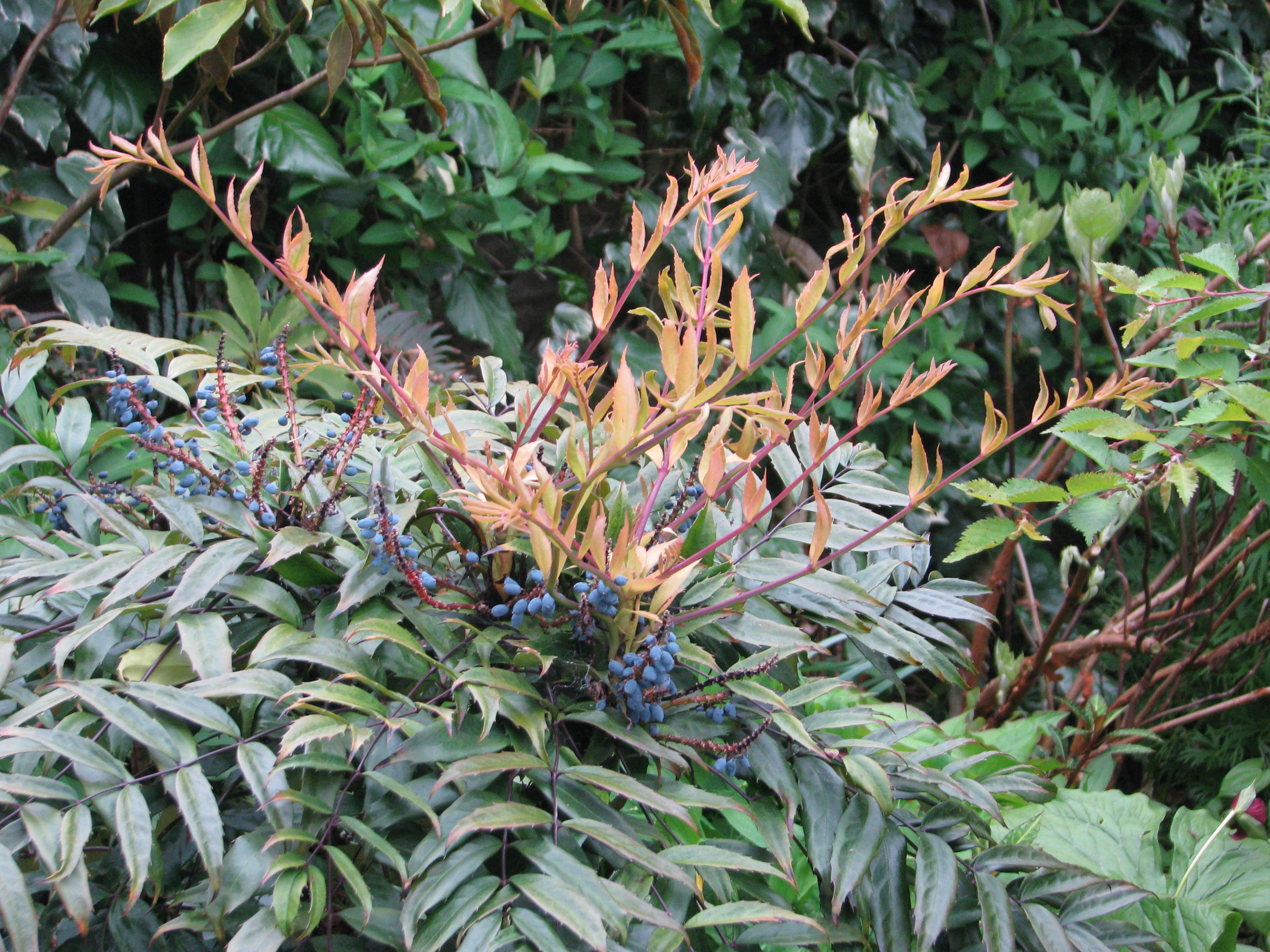
果実

## 分布
中国原産。

## 人間との関わり
公園などに植えられる。